# 甕吉剌䚟
甕吉剌䚟（?—?），元朝大臣，译名又作瓮吉剌带，蒙古族八鲁剌思氏。蒙古第28位开国功臣（千户）不鲁罕的孙子。
甕吉剌䚟初為軍器監官，從忽必烈親征阿里不哥，以功受上賞。奉旨出使西域，籍地產，得其實。至元十八年（1281年）正月，甕吉剌䚟被元世祖任命为中书右丞相。至元十九年（1282年）三月，降职为上都留守，同佥枢密院事，和礼霍孙继任丞相。至元二十二年（1285年），甕吉剌䚟接替耶律铸为中书左丞相，至元二十三年（1286年），罢相。忽必烈方想要重用随后去世。其子忽林失。